# Bymarka

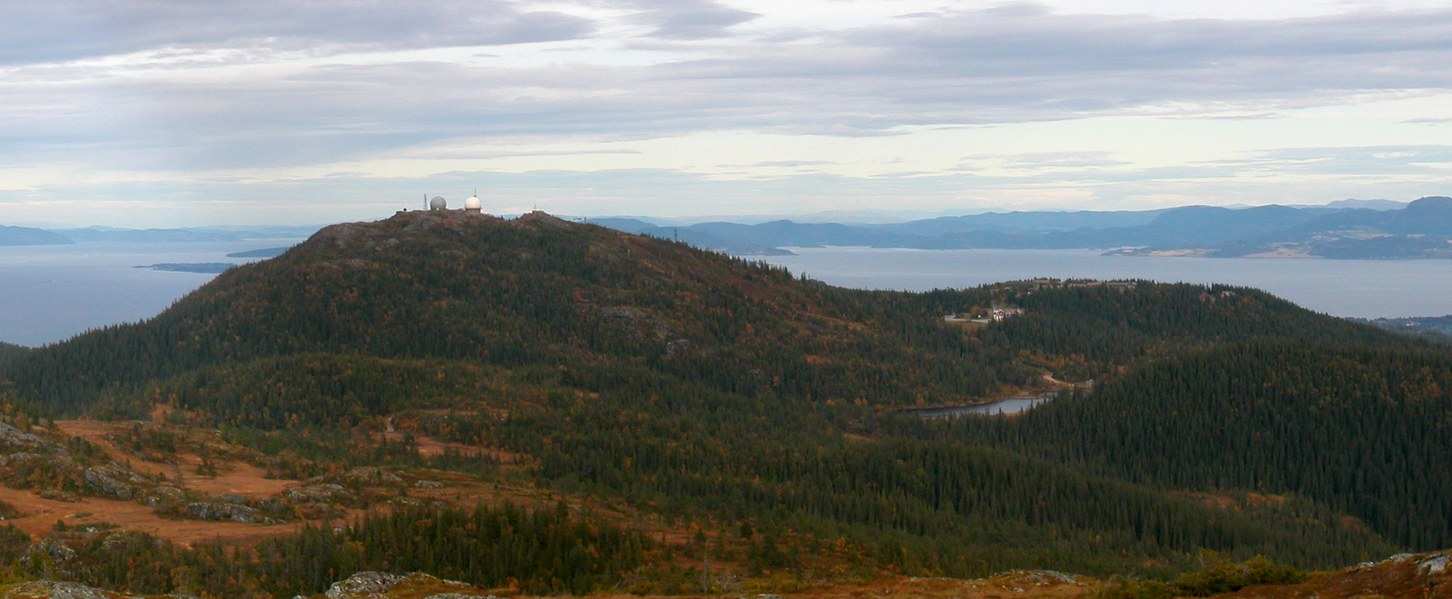
El monte Gråkallen visto desde Storheia.

Bymarka es un gran parque y reserva natural en el lado oeste de la ciudad de Trondheim en el condado de Trøndelag, Noruega .

## Ubicación y uso

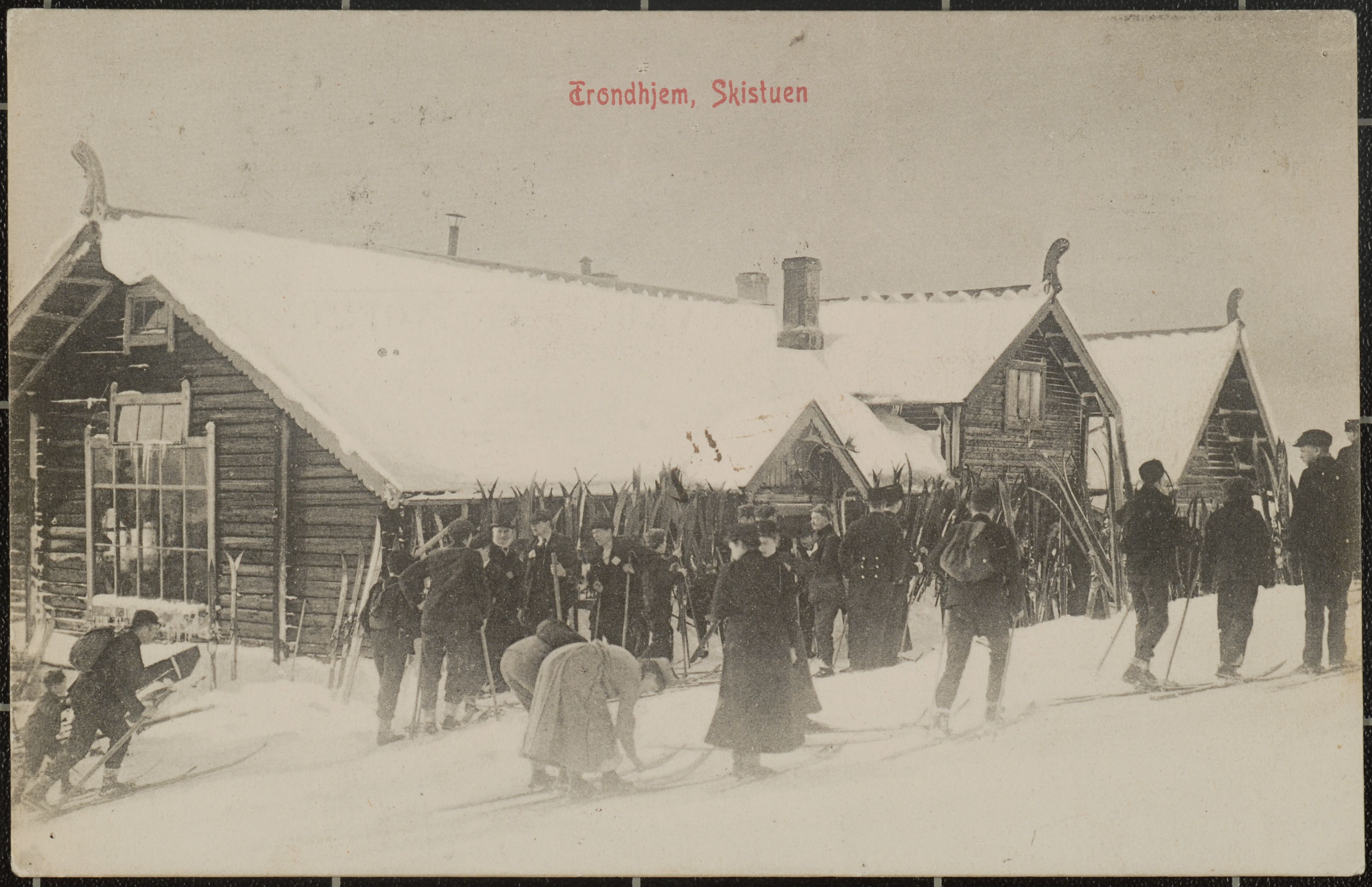
El esquí de fondo ha sido durante mucho tiempo popular entre la población de Trondheim.

Bymarka está situado al oeste del centro de la ciudad y tiene un área de 80 kilómetros cuadrados, con más de 200 kilómetros de senderos para caminar. Bymarka es muy popular para el esquí de fondo en invierno y para caminar, hacer senderismo o correr en verano. Hay un campo de golf en la periferia cerca de la ciudad. Bymarka limita con el distrito de Byåsen, y se puede llegar por la línea de tranvía Gråkall Line o en coche.

## Bosques y hábitats

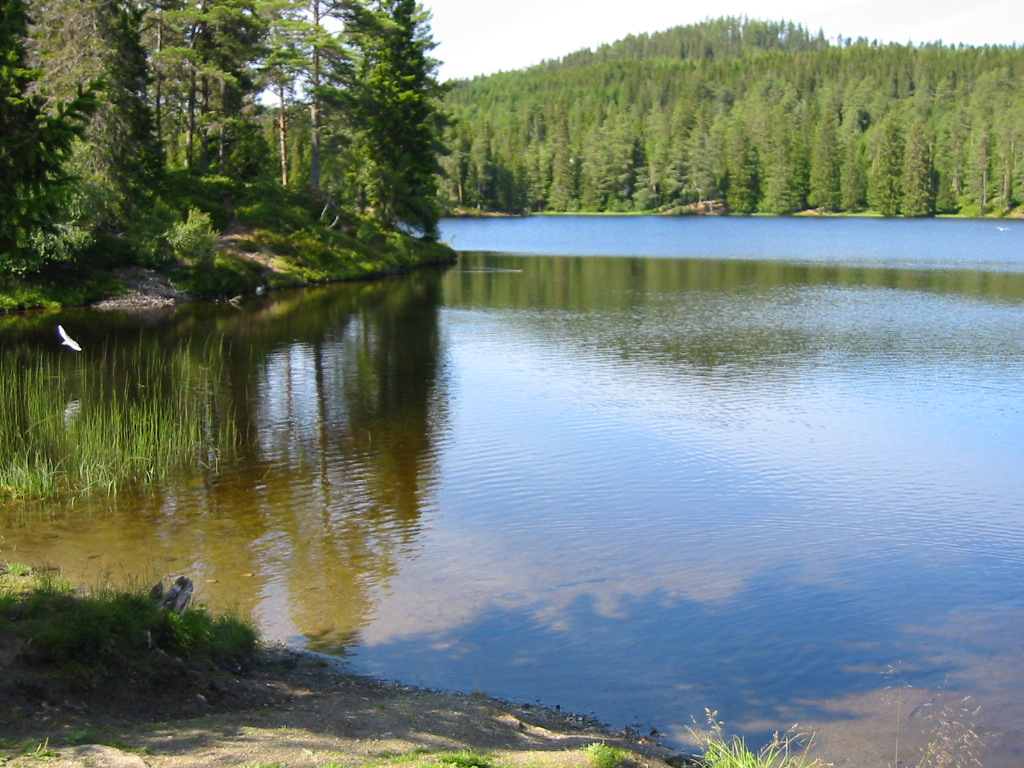
Baklidammen en julio.

La elevación en Bymarka es de 200 a 565 metros sobre el nivel del mar, excepto en la parte montañosa del norte, que llega hasta el fiordo Trondheims. Hay más de 10 lagos y muchos pantanos. Sin embargo, Bymarka está cubierto en gran parte de bosque, gran parte de él plantado entre los años 1870 y 1940. Se plantaron algunos árboles no nativos, como el alerce europeo y el abeto de Douglas, y también hay arce sicómoro y fresno común europeo en las elevaciones más bajas. Las especies arbóreas más comunes son la pícea de Noruega, el pino silvestre y el abedul pubescente. Storheia, Bosbergheia y Gråkallen son montañas que alcanzan por encima de la línea de árboles (que se encuentra a aproximadamente a 500 metros sobre el nivel del mar) y tienen algo de vegetación alpina. Como no hay montañas más altas cerca, hay una hermosa vista sobre Trondheim, el fiordo y las cadenas montañosas, incluyendo Trollheimen al sur y Sylane (que está en parte en Suecia) al este.

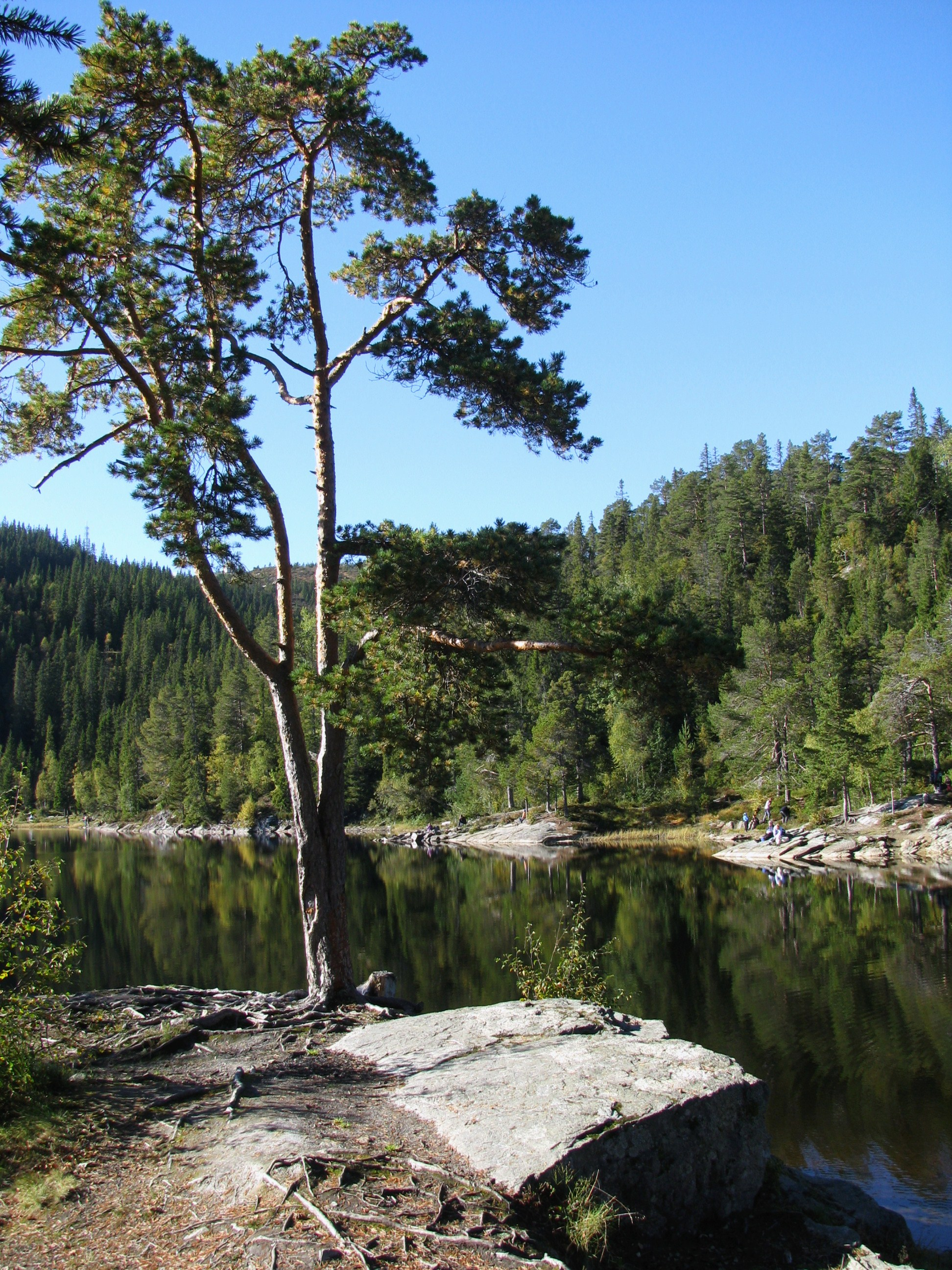
Otoño cerca de un lago en Bymarka

Parte de la zona norte de Bymarka está protegida y preservada como reserva natural, que se extiende desde una elevación de alrededor de 450 m cerca de Herbernheia y hacia el norte hacia el fiordo. Por lo tanto, esta reserva incluye varias zonas de vegetación: boreal norte  (más de 400 m sobre el nivel del mar), boreal media ( 200 m, la más común en Bymarka) y boreal meridional (menos de 200 m), esta última zona es rara entre las áreas protegidas, ya que se usa mucho para la agricultura en Noruega. Las tierras bajas en las franjas meridionales (Gaulosen) y occidentales ( Byneset ) de Bymarka contienen áreas de vegetación hemiboreal más meridional. Una de estas ubicaciones tiene un sotobosque especialmente rico, y tradicionalmente ha sido utilizada por los lugareños para recolectar plantas que se cree que tienen propiedades médicas, de ahí el nombre Apoteket (La Farmacia). 

## Fauna
El alce, el zorro rojo, la liebre y la ardilla son los animales más comunes, pero también hay poblaciones saludables de corzos, castores, tejones y algunas nutrias. A partir de la primavera de 2006, incluso se ha verificado que un glotón vive en Bymarka, lo cual es raro, ya que este depredador esquivo generalmente se queda en las montañas más altas, lejos de cualquier ciudad. Hay truchas en muchos lagos y una rica avifauna. 

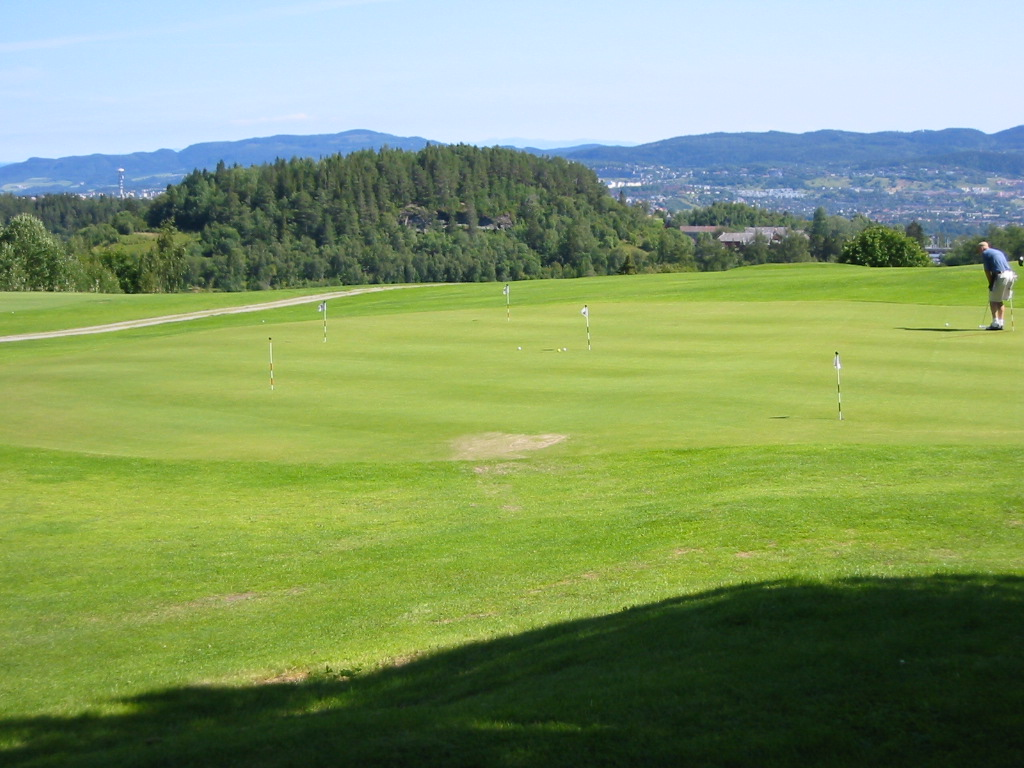
El campo de golf en Bymarka.